# 勺眼蝶屬
勺眼蝶屬（學名：Tisiphone）是眼蝶亞科眼蝶族珍眼蝶亞族中的一個屬。物種分佈於澳洲東岸森林。

## 物種
- 勺眼蝶 Tisiphone abeona
- 白勺眼蝶 Tisiphone helena